# Oranjecamping

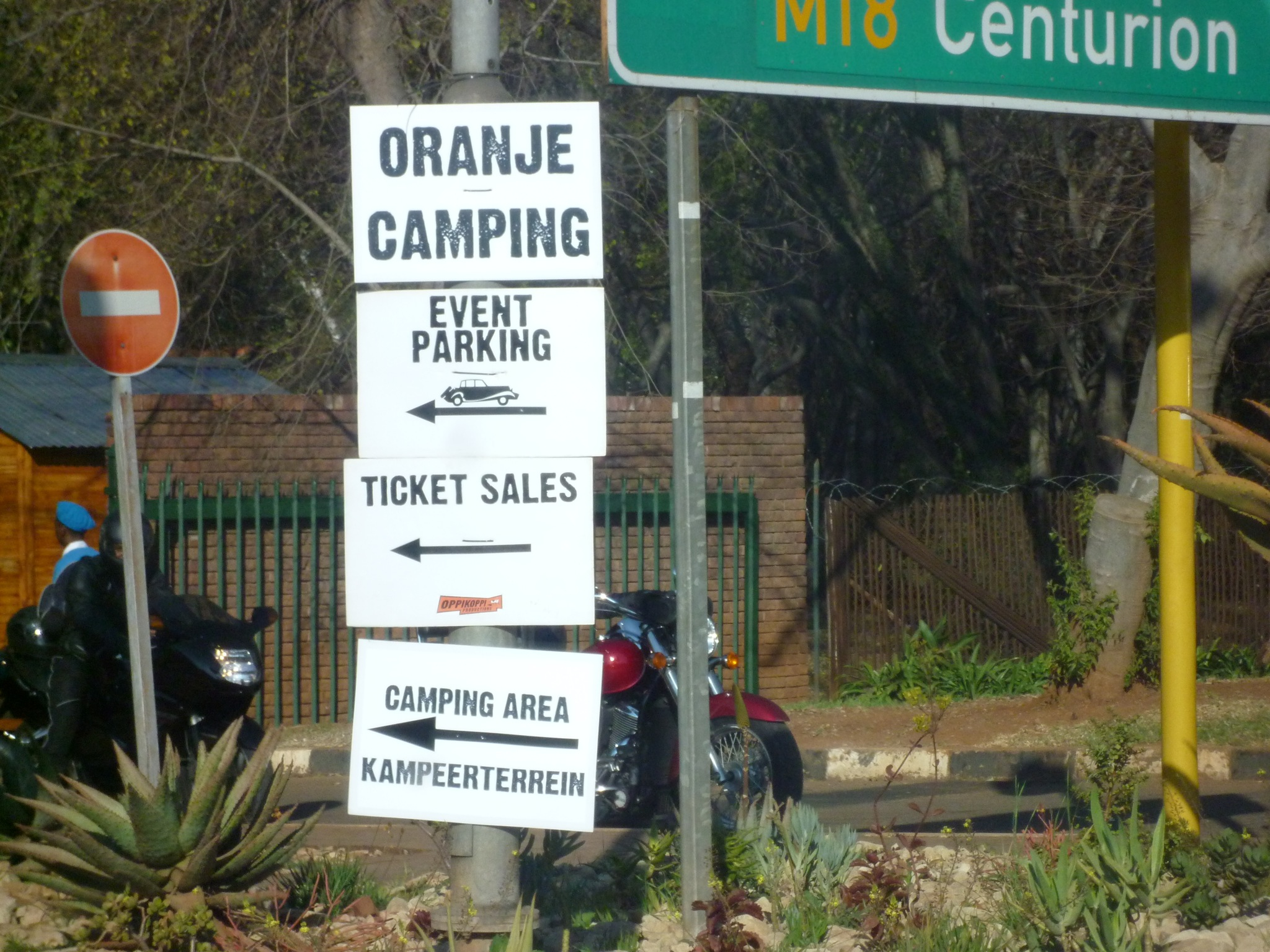
Ingang van de Oranjecamping 2010 in Zuid-Afrika

Een Oranjecamping was een tijdelijk kampeerterrein voor supporters van Nederlandse sportteams bij grote internationale sporttoernooien. De campings werden georganiseerd in gastlanden van het desbetreffende toernooi.

## Concept
Een Oranjecamping was veelal een bestaand kampeerterrein of camping die voor de gelegenheid werd omgebouwd tot uitvalsbasis voor supporters van Nederlandse sporters. Het concept werd in 2004 bedacht door Jokko de Wit. Naast overnachtingsmogelijkheden bood de camping (sportieve) activiteiten en amusement. De camping was altijd dichtbij of in de stad waar de Nederlandse sporters hun wedstrijden speelden.

## Geschiedenis
De eerste Oranjecamping werd geopend tijdens het Europees kampioenschap voetbal 2004 in de Portugese plaats Espinho. Deze camping bood plaats aan 800 Oranjefans. Tijdens het wereldkampioenschap voetbal 2006 in Duitsland werden op drie verschillende locaties tentenkampen geopend. Er werd gekampeerd in Schlaitz, Sonnenbühl-Erpfingen en Wertheim am Main. Bern was het toneel van de camping in 2008 tijdens het Europees kampioenschap voetbal in Oostenrijk en Zwitserland. In totaal werden daar meer dan 5.500 gasten verwelkomd. 
In 2010 werd voor het eerst een Oranjecamping buiten Europa georganiseerd. Tijdens het wereldkampioenschap voetbal 2010 in Zuid-Afrika reisde ruim 200 Oranjefans met auto's, campers en een vrachtauto in een karavaan van speelstad naar speelstad. Ze reden van Pretoria, via Durban naar Kaapstad. Twee jaar later, bij het Europees kampioenschap voetbal 2012 in Polen en Oekraïne, vond de Oranjecamping plaats op een schiereiland midden in de speelstad Charkov. De camping trok ruim 2.500 bezoekers.
Datzelfde jaar werd voor het eerst een camping geopend tijdens de Olympische Spelen. Op de camping in Londen verbleven zo'n 2850 Nederlandse sportfans nabij het olympisch park.
In 2014 stond de Oranjecamping in São Paulo tijdens het wereldkampioenschap voetbal 2014 in Brazilië. Deze werd echter voor de halve finale afgebroken, omdat er te weinig boekingen voor de camping waren. Mensen vonden het blijkbaar te duur om naar Brazilië af te reizen voor één of twee wedstrijden en de afstanden tussen de speelsteden van Oranje waren te groot, met als gevolg dat er na de groepsfase geen Nederlanders meer waren op de camping. Er waren wel een paar boekingen gekomen voor de halve finale, maar die moesten allemaal geannuleerd worden.
Sinds dat jaar is er geen Oranjecamping meer geweest tijdens een EK of WK voetbal waar het Nederlands Elftal aan mee heeft gedaan. In 2021 en 2022 was er geen Oranjecamping vanwege de coronapandemie die in 2020 uitbrak. In 2024 zou de camping weer terugkeren als Camping van Oranje, maar ook deze ging niet door omdat er te weinig aanmeldingen waren en de camping niet op veilige en verantwoorde manier kon worden georganiseerd.Het gevolg hiervan is dat de organisator van de Oranjecamping failliet ging.